# Kunowo (powiat świdwiński)
Kunowo (dawniej: niem. Kuhnow) – osada w Polsce położona w województwie zachodniopomorskim, w powiecie świdwińskim, w gminie Świdwin.
Zobacz też: Kunowo.